# I Want More Diamonds
I Want More Diamonds is een videospel voor de Commodore 64 en de Commodore 128. Het spel werd uitgebracht in 1991. 